# Berenice Syra
Berenice Syra, was de dochter van Ptolemaeus II Philadelphus en zijn eerste vrouw Arsinoë I.
In circa 250 v.Chr. trouwde ze Antiochus II Theos. Ze werd vermoord door haar broer, Ptolemaeus III Euergetes I.